# Istočnopaharski jezici
Istočnopaharski jezici, jedna od četiri glavna ogranka indoarijskih jezika sjeverne zone koji se govore na području Nepala. Predstavnici su jumli [jml] u distriktu Jumla ili khas nepalski, 40.000 (2001 SIL); nepalski [nep], 13.875.700 u Nepalu, Butanu i Indiji; palpa [plp], 7.560 (2000), u zoni Lumbini, grad Palpa.

## Vanjske poveznice
- Ethnologue (14th)
- Ethnologue (15th)